# Miss Internacional 1993
Miss Internacional 1993 fue la 33.ª edición de Miss Internacional, cuya final se llevó a cabo en la ciudad de Tokio, Japón el 9 de octubre de 1993. Candidatas de 47 países y territorios compitieron por el título. Al final del evento Kirsten Davidson, Miss Internacional 1992 de Australia coronó a Agnieszka Pachałko, de Polonia como su sucesora.

## Resultados
| Resultados finales      | Concursante |
| ----------------------- | --- |
| Miss Internacional 1993 | - Polonia - Agnieszka Pachalko |
| 1.ª finalista           | - Rusia - Ilmira Shamsutdinova |
| 2.ª finalista           | - Ucrania - Nataliya Romanenko |
| Semifinalistas (Top 15) | - Australia - Monique Ann Lysaught - Bélgica - Christelle Roelandts - Colombia - Kathy Sáenz - Corea - Chang Eun-young - Guatemala - Diana Galván - India - Pooja Batra - Israel - Anat Elimelech † - Japón - Masayo Shibasaki - Luxemburgo - Nathalie Dos Santos - México - María Cristina Arcos - Turquía - Hande Kazanova - Venezuela - Faviola Spitale |

### Premios Especiales
- Miss Simpatía:  Marianas del Norte - Tayna Castro
- Miss Fotogénica:  Bélgica - Christelle Roelandts
- Traje Nacional:  Colombia - Kathy Sáenz

## Relevancia histórica del Miss Internacional 1993
- Polonia gana Miss Internacional por segunda vez.
- Rusia obtiene el puesto de Primera Finalista por primera vez.
- Ucrania obtiene el puesto de Segunda Finalista por primera vez.
- Australia, Colombia, Corea y Venezuela repiten clasificación a semifinales.
- Australia, Colombia y Corea clasifican por tercer año consecutivo.
- Venezuela clasifica por segundo año consecutivo.
- India, Japón, México y Polonia clasificaron por última vez en 1991.
- Bélgica e Israel clasificaron por última vez en 1990.
- Guatemala clasificó por última vez en 1984.
- Luxemburgo clasificó por última vez en 1975.
- Turquía clasificó por última vez en 1972.
- Rusia y Ucrania clasifican por primera vez en la historia del concurso y apuntan su clasificación más alta hasta la fecha.
- España rompe una racha de clasificaciones que mantenía desde 1982.
- De Europa entraron seis representantes a la ronda de cuartos de final, transformándose este en el continente con más semifinalistas, de igual manera dominaron la ronda final colocándose como ganador y completando el cuadro de finalistas.
- Ninguna nación de África pasó a la ronda semifinal.

## Candidatas
47 candidatas de todo el mundo participaron en este certamen:
| - Alemania - Katja Mordarski - Argentina - Nazarena Vanesa González Almada - Australia - Monique Ann Lysaught - Austria - Silvia Kronbichler - Bélgica - Christelle Roelandts - Bolivia - María Cristina Tondelli Méndez - Brasil - Tatiana Paula Alves - Colombia - Kathy Sáenz Herrera - Corea - Chang Eun-young - Costa Rica - Laura Odio Salas - Dinamarca - Mette Marie Salto - España - Ana Piedad Galván Malagón - Estados Unidos - Lynette Jonene MacFee - Filipinas - Sheela Mae Capili Santarin - Finlandia - Arlene Ulla Kaarina Kotala - Francia - Marie-Ange Noelle Contart - Gran Bretaña - Claire Elizabeth Smith - Grecia - Helena Christos Zabaka - Guatemala - Diana Lucrecia Galván Flores - Hawái - Theresa Victoria Tilley - Holanda - Shirley Antoinette Bogaard - Honduras - Miriam Liseth Zapata Godoy - Hong Kong - Middy Yu Siu-Po - India - Pooja Batra | - Irlanda - Deborah Hannigan - Israel - Anat Elimelech † - Japón - Masayo Shibasaki - Luxemburgo - Nathalie Dos Santos - Malta - Melissa Joanne Portelli - México - María Cristina Arcos Torres - Marianas del Norte - Tayna Castro Belyeu - Nicaragua - Ida Patricia Delaney - Nueva Caledonia - Laure Denise Masson - Nueva Zelanda - Monique Lorraine Joel - Panamá - Ismenia Isabel Velásquez - Polonia - Agnieszka Pachalko - Portugal - Anabela Pacheco Centeno - Puerto Rico - Brenda Esther Robles Cortés - República Eslovaca - Karin Majtánová - Rusia - Ilmira Shamsutdinova - Singapur - Teri Su Lian Tan - Suecia - Anna Hofvenstam - Suiza - Chantal Hediger - Tailandia - Supasiri Payaksiri - Turquía - Hande Kazanova - Ucrania - Nataliya Victorovna Romanenko - Venezuela - Rina Faviola Mónica Spitale Baiamonte |

## Crossovers
| Miss Universo - 1992: Nicaragua - Ida Delaney - 1993: Guatemala - Diana Galván - 1993: Luxemburgo - Nathalie Dos Santos - 1994: Bélgica - Christelle Roelandts - 1994: Puerto Rico - Brenda Robles - 1996: Rusia - Ilmira Shamsutdinova (Top 6). - 1997: Argentina - Nazarena González | Miss Mundo - 1992: Gran Bretaña - Claire Smith (Primera finalista). - 1993: Costa Rica - Laura Odio - 1994: República Eslovaca - Karin Majtánová Miss Intercontinental - 1994: Luxemburgo - Nathalie Dos Santos (Primera finalista). Miss Europa - 1993: Dinamarca - Mette Marie Salto - 1993: Luxemburgo - Nathalie Dos Santos - 1993: Rusia - Ilmira Shamsutdinova (Primera finalista). |